# بيتر ستيل (شاعر)
بيتر ستيل (بالإنجليزية: Peter Steele)‏ هو شاعر أسترالي، ولد في 22 أغسطس 1939 في برث في أستراليا، وتوفي في 27 يونيو 2012 في Kew ‏ في المملكة المتحدة.